# Samka
Samka (arab. سمكة) – wieś w Syrii, w muhafazie Idlib. W 2004 roku liczyła 322 mieszkańców.